# Il signor dottore
Il signor dottore és una òpera en tres actes composta per Domenico Fischietti sobre un llibret italià de Carlo Goldoni. S'estrenà al Teatro San Moisè de Venècia la tardor de 1758. A Catalunya s'estrenà el setembre de 1761 al Teatre de la Santa Creu de Barcelona.